# Ivar Nordlund
Karl Ivar Nordlund, född 26 september 1887 i Uppsala, död 21 april 1918 i Uppsala, var en svensk amanuens och tecknare.
Han var son till professorn Gustaf Adolf Nordlund och Agnes Kristina Lindström. Nordlund arbetade som amanuens vid kemiska institutionen i Uppsala och var vid sidan av sitt arbete verksam som tecknare och fotograf. Redan 1912-1913 fotograferade han i färg. Han är representerad med några porträttteckningar vid Uppsala universitetsbibliotek.